# Gmina Højreby
Gmina Højreby (duń. Højreby Kommune) – istniejąca w latach 1970–2006 gmina w Danii w okręgu Storstrøms Amt. Siedzibą władz gminy było Søllested. Gmina Højreby została utworzona 1 kwietnia 1970 na mocy reformy podziału administracyjnego Danii. W wyniku kolejnej reformy, która weszła w życie 1 stycznia 2007 roku, razem z gminami Holeby, Maribo, Nakskov, Ravnsborg, Rudbjerg oraz Rødby weszła w skład nowo utworzonej gminy Lolland.

## Dane liczbowe
- Liczba ludności: (♀ 2104 + ♂ 1945) = 4049
  - wiek 0-6: 6,9%
  - wiek 7-16: 13,1%
  - wiek 17-66: 63,6%
  - wiek 67+: 16,4%
- zagęszczenie ludności: 31,9 osób/km²
- bezrobocie: 5,4% osób w wieku 17-66 lat
- cudzoziemcy z UE, Skandynawii i USA: 104 na 10 000 osób
- cudzoziemcy z krajów Trzeciego Świata: 138 na 10 000 osób
- liczba szkół podstawowych: 3 (liczba klas: 21)